# Hurşit Atak
Hurşit Atak (ur. 24 maja 1991 w Şırnak) – turecki sztangista, dwukrotny złoty medalista mistrzostw Europy.
Pierwszym jego dużym międzynarodowym sukcesem jest brązowy medal mistrzostw Europy w Kazaniu (2011) w kategorii do 62 kilogramów. W dwuboju osiągnął 289 kg.